# Davea antennalis
Davea antennalis är en fjärilsart som beskrevs av Emilio Berio 1954. Davea antennalis ingår i släktet Davea och familjen nattflyn. Inga underarter finns listade i Catalogue of Life.